# União Desportiva Vilafranquense
A União Desportiva Vila-franquense é um clube português, sediado na cidade de Vila Franca de Xira.

## Génese e Fusão
Na primeira metade do século XX existiam em Vila Franca de Xira quatro clubes: Águia Sport Club Vila-franquense, Grupo Foot-Ball Operário Vila-franquense, Hóquei Clube Vila-franquense e Ginásio Vila-franquense sendo os mais representativos e com a sua história documentada os dois primeiros.
Grupo de Foot-Ball Operário Vila-franquense

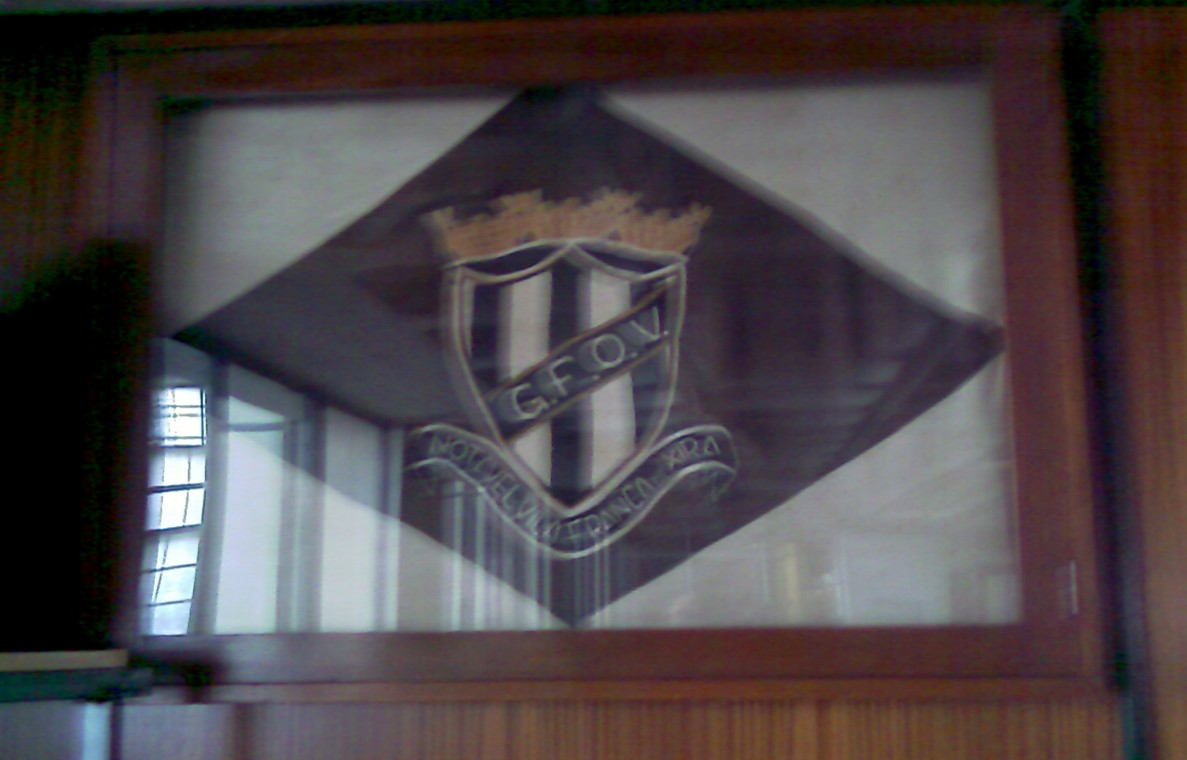
Bandeira do Grupo Foot-Ball Operário Vila-franquense

O Grupo de Futebol Operário Vila-franquense foi a mais antiga coletividade desportiva de Vila Franca de Xira, fundada em 6 de Março de 1913 e tem por bandeira o preto e branco. Teve como fundadores o Capitão José Maria da Silva Guedes Junior, Luís Tralha, Alberto Gonçalves, José Rodrigues Tarreira , Mateus Luís, Vicente Caçaiho, António Morgado, Guilherme Pedro, Álvaro Pedro, José Atouguia, Alfredo Marcolino, António Calhordas e Sérgio Dominguinho, grupo esse constituído, na sua quase totalidade, por operários de ----Vila Franca de Xira com excepção do primeiro sócio fundador, então ainda estudante, mais tarde distinto oficial da aviação e vereador do município Vila-franquense.
O Clube tinha como seu parque de jogos o "Atlético Operário" na zona Norte da cidade e palco mítico de muitos derbies, espaçoso e bem instalado. No início da década de 1950 o clube era um nome de prestígio no seu meio local e bem conhecido no País conquistando vários títulos em Futebol:

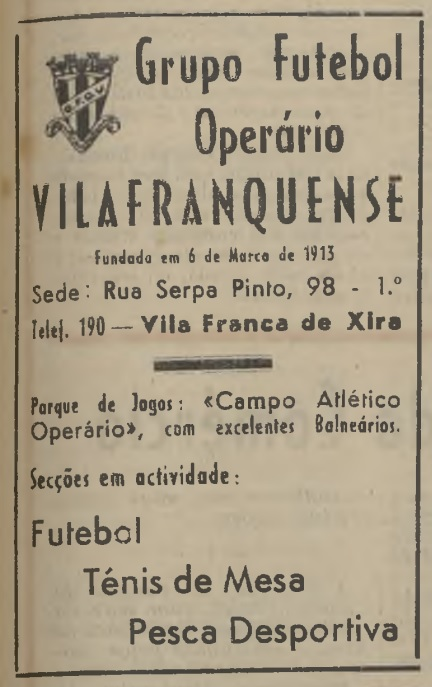
Grupo Foot-Ball Operário Vila-franquense

- Campeão durante cinco épocas do Núcleo da linha de Vila Franca entre 1933/34 a 1937/38[2]
- Campeão da AF Lisboa em 1934/35[2]
- Campeão da Série A da 2ª Divisão A.F.de Santarém durante oito épocas entre 1938/39 a 1945-1946[2]
- Campeão da 2ª Divisão A.F.de Santarém em 1938-1939 e 1939-1940[2]
- Campeão da Província do Ribatejo categoria de Honra, em três épocas 1939/40, 1940/41 e 1943/44. " Campeão em Júniores, da A.F. Santarém em 1944/45 e 1945/46[2]
- Campeão da 3.“ Divisão da Associação Futebol de Lisboa em 1948/49[2]
- Finalista do Campeonato Nacional da 3ª Divisão em 1949/50[2]
- Campeão na 1.ª Divisão da Associação Futebol de Lisboa, nas épocas de 1949/50 e 1950/51[2]

Para além do Ténis de Mesa e da Pesca Desportiva, o Futebol então em implantação no país era a grande prioridade do Operário. Em 1940/41 participa na Taça de Portugal e chega aos nacionais da 2ª divisão e lá permanece até 1946/47 quando desce ao terceiro escalão e na época seguinte em 1948/49 conquista o título de campeão da 3ª Divisão da AF Lisboa. Na época seguinte volta à final do Campeonato onde perde para a Ovarense por 6-3.
No final da década de 1950 o outrora ferveroso público do "Atlético Operário" afasta-se do clube fruto de alguns anos de gestões danosas para as finanças do mesmo e o clube vive os seus dias de declínio. A reformulação das competições nacionais leva o clube a reorientar-se, e aqui também se procura criar um clube mais forte, pelo que em 1957 renunciando á conotação de clube elitista que ostentava na altura e junta-se aos outros três clubes na fusão.[carece de fontes?]
Águia Sport Clube Vila-franquense
O Águia Sport Clube Vila-franquense surge em 3 de Maio de 1924 e participou em provas nacionais jogando então no campo do Hospital Civil, foi um clube satélite do C.F.Belenenses um dos grandes de Portugal na altura e o apoio chegava em forma de equipamentos, bolas e outras ajudas.
Os sócios fundadores foram Manuel Bico Júnior, António e Carlos Morte, Noel Salvaterra, Victorinho, Júlio Bico, António Rosmaninho, José Lopes, Jaime e José Vicente, Júlio Antunes, Cristiano Conceição, e António Lanchinha. A comunidade Varina de Vila Franca de Xira eram a base social de apoio ao Águia que também ficou conhecido por recrutar jovens nas tavernas de Vila Franca de forma a evitarem o flagelo do alcoolismo. No início, o Águia sentia mais dificuldades económicas e não possuía campo próprio. Até então treinavam no 'Campo da Feira' (atual Parque Urbano) junto à estrada nacional onde os treinos eram frequentemente interrompidos pela passagem de automóveis, posteriormente chegaram a acordo com o Operário para a cedência do campo ao Águia para realização dos jogos e dois treinos por semana. Só em meados dos anos 30 é que foi constituída uma comissão liderada por Francisco Alemão e Domingos Belo para comprar aquele que viria a ser o seu campo, onde está hoje o viaduto da autoestrada. O terreno e as suas instalações foram feitas pelos dois, que hoje são os seus proprietários e pela massa associativa, sem encargos para o Clube.
No Águia implementavam aos atletas conceitos como devoção e espírito de missão, o Clube era visto pela comunidade como uma 'escola de virtudes' dentro e fora de campo. Todas as despesas com equipamentos e deslocações eram pagas do bolso dos próprios atletas e aquando dos aniversários do Clube eram realizados eventos invulgares no meio como provas velocipédicas, tendo sido o primeiro clube da região a fomentar os desportos naúticos como a natação, a vela e o remo aproveitando assim o Rio Tejo que banha a cidade para além de ténis de mesa, atletismo, basquete e pesca desportiva. O Clube também mandou erigir no Cemitério de Vila Franca de Xira um monumento de homenagem aos atletas falecidos. Entre os grandes dirigentes do Águia contam-se nomes como Joaquim Cruz, José Cristino Sabino, José Marques Pedrosa, Xico Paulino, Luís Sousa e Melo e Filberto Barquinha. O Clube contava com cerca de 400 sócios em 1955.
O Águia foi campeão da Divisão de Honra da AF Lisboa em 1952/53 tendo alcançado o 1º lugar também em Juniores nessa mesma época. Do clube Vila-franquense transitaram para divisões superiores jogadores como Artur da Conceição e Joaquim Ceitil para o Belenenses; João Pereira para o Sporting da Covilhã; Manuel Augusto de Matos para a CUF; José Oliveira da Silva para o Caldas.
Convivência, Rivalidade e União

Equipa do Águia Sport Club no campo do Operário Vila-franquense (Anos 50)

Entre estas duas coletividades existia uma grande rivalidade na Vila que ficava dividida na rua do chafariz do Alegrete (onde está hoje o monumento ao campino) sendo o ponto que demarcava a fronteira entre os Varinos (apoiantes do Águia) e os “Senhores da Vila” (apoiantes do Operário).
Os Derbies locais eram bem disputados dentro e fora de campo, o que levou várias vezes à interdição do campo do Operário.
Em meados dos anos cinquenta, quando algumas vozes Vilafranquenses já defendiam a fusão com o intuito de criar um Clube mais forte, quando começaram a surgir rumores a propósito do traçado da autoestrada e a confirmarem-se, o Águia iria ficar novamente sem campo. Essa possibilidade alterou o pendor para o lado dos que defendiam a fusão.
Filberto Barquinha foi um dos grandes impulsionadores da fusão que foi votada em Assembleia Geral por maioria mas com muitas lágrimas, mesmo dos que votaram a favor. Filberto que estava na Direção do Águia desde 1946 sempre acreditou que um único clube podia unir e engrandecer o desporto na terra e defendeu até ao fim dos seus dias que, na altura, não havia outro caminho a seguir. "Eu era um apaziguador e nunca entendi muito bem as rivalidades que partiam a vila ao meio."
Ginásio Vila-franquense

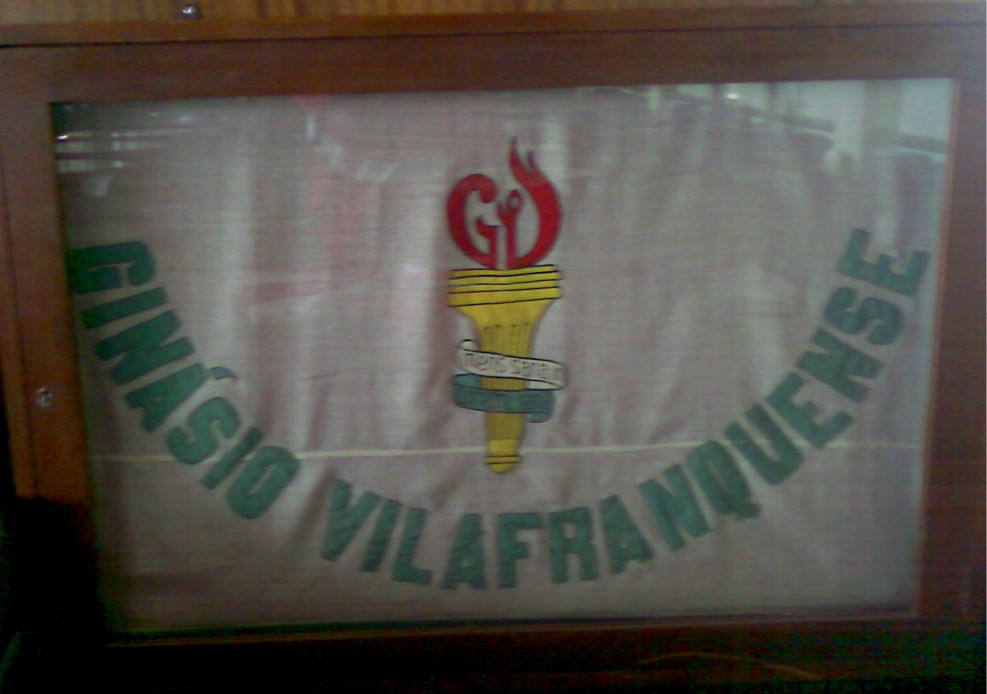
Bandeira do Ginásio Vila-franquense

O Ginásio Vila-franquense nasceu das cinzas da antiga Sociedade União Musical Vila-franquense em 11 de Novembro de 1933, por dissidência de um grupo de elementos musicais do antigo Grémio Artístico. Sendo uma associação de cariz Cultural e criada com o objetivo de criar uma nova banda filarmónica, desde cedo dedicou-se à prática de diversos desportos: ginástica, patinagem, campismo, basquete, voleibol e desportos náuticos.
Nesse sentido, construíram-se então, cerca de uma dezena de barcos Motz. A partir desse momento, a juventude do Ginásio apaixonou-se pelos desportos náuticos, lutando a direção do clube com a dificuldade de instalações próprias para o funcionamento desta modalidade. A Associação dos Bombeiros Voluntários local cedeu uma dependência para arrecadação do seu material. O Ginásio contava com cerca de 400 sócios, e a sua direção esteve na origem da construção do posterior Posto Náutico.

## História da União Desportiva Vilafranquense
Nasceu em 12 de Abril de 1957, a partir da fusão das quatro coletividades existentes em Vila Franca de Xira à data: Operário, Águia, Hóquei e Ginásio. Estas quatro coletividades juntaram-se, formando a União Desportiva Vilafranquense, com o objetivo de criar o maior e mais importante clube do concelho e da região.
O primeiro Presidente foi Vidal Baptista e o Vice-Presidente Filberto Barquinha.
Embora o Hóquei em Patins tenha tido alguma notoriedade e tenha galvanizado os vilafranquenses nos primeiros anos após a fusão, foi sobre a equipa de futebol que desde sempre se depositaram mais esperanças e orçamentos. No entanto, nunca se atingiram grandes êxitos, sendo a passagem pela 2ª Divisão B, no início do século XXI, o patamar mais alto que se atingiu, a par de um ou outro brilharete na Taça de Portugal.
Nas modalidades praticadas no Campo do Cevadeiro e no jardim Constantino Palha, no pavilhão José Mário Cerejo, o clube conta com cerca de 500 atletas, o que representa um claro sinal de vitalidade.
Atualmente, o futebol em Vila Franca de Xira está a conhecer uma nova dinâmica e organização quer em termos desportivos quer em termos financeiros, na medida em que o projeto da UDV, Futebol SAD, constituída em 2013, visa uma grande preocupação com o futebol de formação. Essa aposta começou, mais rápido do que se previa, a dar frutos, como demonstram os resultados desportivos obtidos em 2019, pela equipa principal de seniores através da subida histórica à Segunda Liga e da equipa de juniores Sub-19 a conquistar por mérito próprio o acesso ao Campeonato Nacional da Primeira Divisão.
O Vilafranquense é, nesta altura, um clube em crescimento sustentado e, a pouco e pouco, tem vindo a conquistar respeito e projeção nacional.

### Classificações
|            | I | II | III | IV | V  | VI | Pts    | J  | V  | E  | D  | G.M. | G.S. | Diff. |
| 2019-2020* |   | 16 |     |    |    |    | 24 pts | 24 | 6  | 6  | 12 | 27   | 45   | -18   |
| 2018-2019  |   |    | 2   |    |    |    | 78 pts | 39 | 22 | 12 | 5  | 63   | 29   | +34   |
| 2017-2018  |   |    | 2   |    |    |    | 67 pts | 34 | 19 | 10 | 5  | 56   | 25   | +31   |
| 2016-2017  |   |    | 6   |    |    |    | 42 pts | 32 | 10 | 12 | 10 | 40   | 29   | +11   |
| 2015-2016  |   |    |     | 1  |    |    | 67 pts | 30 | 20 | 7  | 3  | 76   | 29   | +47   |
| 2014-2015  |   |    |     | 2  |    |    | 64 pts | 30 | 19 | 7  | 4  | 65   | 30   | +35   |
| 2013-2014  |   |    |     |    | 1  |    | 63 pts | 30 | 19 | 6  | 5  | 62   | 23   | +39   |
| 2012-2013  |   |    |     |    | 15 |    | 34 pts | 34 | 8  | 10 | 16 | 43   | 64   | -21   |
| 2011-2012  |   |    |     |    | 10 |    | 50 pts | 34 | 14 | 8  | 12 | 49   | 46   | +3    |
| 2010-2011  |   |    |     |    | 4  |    | 56 pts | 32 | 16 | 8  | 8  | 54   | 40   | +14   |
| 2009-2010  |   |    |     |    |    | 2  | 67 pts | 30 | 30 | 7  | 3  | 74   | 25   | +49   |
| 2008-2009  |   |    |     |    |    | 6  | 49 pts | 30 | 14 | 7  | 9  | 55   | 31   | +24   |
| 2007-2008  |   |    |     |    |    | 8  | 42 pts | 30 | 11 | 9  | 10 | 42   | 37   | +5    |
| 2006-2007  |   |    |     |    | 17 |    | 24 pts | 34 | 6  | 6  | 22 | 31   | 67   | -36   |
| 2005-2006  |   |    |     | 17 |    |    | 23 pts | 34 | 5  | 8  | 21 | 34   | 72   | -38   |
| 2004-2005  |   |    | 19  |    |    |    | 17 pts | 36 | 4  | 5  | 27 | 25   | 81   | -56   |
| 2003-2004  |   |    | 10  |    |    |    | 51 pts | 38 | 15 | 6  | 17 | 51   | 48   | +3    |
| 2002-2003  |   |    | 12  |    |    |    | 45 pts | 36 | 12 | 9  | 15 | 49   | 56   | -7    |
| 2001-2002  |   |    | 10  |    |    |    | 54 pts | 38 | 14 | 12 | 12 | 53   | 41   | +12   |
| 2000-2001  |   |    | 11  |    |    |    | 47 pts | 36 | 13 | 8  | 15 | 44   | 42   | +2    |
| 1999-2000  |   |    | 2   |    |    |    | 65 pts | 38 | 18 | 11 | 9  | 78   | 51   | +27   |
| 1998-1999  |   |    | 13  |    |    |    | 40 pts | 34 | 12 | 4  | 18 | 50   | 61   | -11   |
| 1997-1998  |   |    |     | 1  |    |    | 74 pts | 34 | 22 | 8  | 4  | 73   | 31   | +42   |

*Devido à Pandemia COVID-19, a época 2019/2020 foi suspensa após a realização da vigésima quarta jornada.

## Palmarés
No futebol sénior, o clube possui um título de campeão da III Divisão Nacional 1997/98, vencedor da Taça AFL 2011/12, campeão da Divisão de Honra 2013/14 e campeão da Pró-nacional e Supertaça 2015/16.
No basquetebol, foi campeão de Lisboa 2008/09 no escalão de sub-14.

## Estádio
- Campo do Cevadeiro nº1 (relvado), lotação de 2500 espetadores.
- Campo do Cevadeiro nº2 (sintético), lotação de 150 espetadores.

Desde a temporada 2019-2020, em que o Vilafranquense subiu à Liga Portugal 2, o clube utiliza o Estádio Municipal de Rio Maior como o seu estádio de "casa", devido às más condições que o Campo do Cevadeiro (nº1) tem.

Em 2021, a Câmara Municipal de Vila Franca de Xira pediu um empréstimo com um valor de 2,6 milhões de euros à Caixa Geral de Depósitos para a construção do novo Campo do Cevadeiro, que, segundo Alberto Mesquita, presidente da Câmara de Vila Franca de Xira, vai cumprir os requisitos pedidos pela Liga Portuguesa de Futebol para a utilização do estádio.